# Parchemin Ashmoléen AN 1981.940
Le manuscrit désigné sous le nom de Ashmolean Parchment AN 1981.940 contient un sort d'amour homosexuel copte écrit en dialecte hermopolitain ; il est conservé au Ashmolean Museum d'Oxford, en Angleterre.

## Description
La feuille de vélin a été obtenue par l'égyptologue britannique Francis Llewellyn Griffith auprès d'un avocat égyptien nommé Fanous. Il remonte au VIe ou VIIe siècle, et mesure 10,5 cm de large et 8 cm de haut. Les plis du manuscrit montrent qu'il était à l'origine plié à 2,5 × 1,3 cm. Sa provenance est inconnue, mais le dialecte suggère un lieu en Moyenne-Égypte, peut-être Hermopolis ou ses environs.
Le texte est l'incantation d'un homme nommé Apapolo (Papapōlō), le fils de Nooe (Noé), pour forcer l'amour d'un autre homme Phello (Phlo), le fils de Maure. Phello sera agité jusqu'à ce qu'il trouve Apapolo et satisfasse le désir de ce dernier. Le texte fournit le seul exemple en langue copte d'un sortilège d'amour entre hommes.
Il existe une traduction en anglais de la base de données Kyprianos des textes et objets rituels anciens de l'Université de Würzburg,.